# Banda di Carlton
La Banda di Carlton (in inglese: Carlton Crew) è un'organizzazione criminale italo-australiana di Melbourne.
Nacque alla fine degli anni '70 del XX secolo, fu creata dal criminale Alphonse Gangitano, e chiamata così per il sobborgo della città in cui operava.
L'organizzazione avrebbe una forte rivalità con l'Onorata società e la famiglia Calabrese, entrambi gruppi della 'Ndrangheta di Melbourne.
La Banda di Carlton prese parte alla Guerra di mafia di Melbourne.
Dopo la morte di Gangitano il 16 gennaio 1998, a cui furono sparati diversi colpi di pistola in testa, si pensa abbia preso il posto di comando Mick Gatto e che sia lui ancora oggi a gestire gli affari dell'organizzazione.

## TV
La banda di Carlton è protagonista della serie televisiva australiana del 2008 Underbelly.